# 陳堅高
陳堅高（1921年6月22日—2006年1月7日），江蘇南匯人，中華民國陸軍二級上將。

## 生平
抗日戰爭爆發後，陳堅高投考中華民國陸軍軍官學校14期砲兵科，兩年後畢業，並開始參與抗日與剿共戰役。隨國民政府遷臺後，曾任作戰科長、戰車大隊長、裝甲兵指揮官、國防部第三廳副組長、組長、副廳長、砲兵指揮官、預八師師長、特種作戰指揮部參謀長、五十八師師長、裝甲兵指揮部副指揮官、裝甲兵學校執行官，以及國防部聯訓部督考官、三軍大學陸院院長、陸軍副參謀總長、第13任副總長兼執行官等職。軍旅生涯中，陳堅高於國防戰備、東部空軍地下化和國防醫學中心等項目亦頗有貢獻。於2006年1月7日逝世。